# 瑞安·阿奇博尔德
瑞安·阿奇博尔德（英語：Ryan Archibald，1980年9月1日—），新西兰男子曲棍球运动员。他曾代表新西兰参加1998年、2002年和2006年英联邦运动会曲棍球比赛，其中2002年英联邦运动会获得一枚银牌。